# Josh Bazell
Josh Bazell es un médico y escritor estadounidense.
Bazell se diplomó en literatura inglesa en la Universidad Brown. Actualmente es médico residente en la Universidad de California
En 2009 publicó su primera novela Burlando a la parca (Beat the Reaper) en la que relata las aventuras de un médico exmafioso. Los derechos de la novela han sido adquiridos por HBO para rodar una serie que será producida por Leonardo DiCaprio.
En febrero de 2012 publicó su segunda novela Wild Thing.